# مجلة الصحة الانجابية الإفريقية
مجلة الصحة الانجابية الأفريقية هي مجلة لعرض الأوراق البحثية المحكمة «مراجعات الأقران الأكاديمية» في مجال الصحة العامة، وتعرض المجلة الأبحاث الأصلية بشأن الصحة الإنجابية في أفريقيا. وهي تصدر عن مركز أبحاث صحة المرأة وعملها، ورئيس تحريرها هو البروفيسور/ الجمعة أوكونوفوا.

## التلخيص والفهرسة
تقوم المجلة بتلخيص الأوراق العلمية وفهرستها في:
1. قاعدة البيانات "Current Content" للعلوم الاجتماعية والسلوكية.[4]
2. ميد لاين-MEDLINE-، بوب ميد-PubMed-، اندكس ميديكوس -Index Medicus-.[5]
3. مؤشر اقتباس العلوم الاجتماعية.[4]

طبقًا لـ تقارير الاستشهاد بالمجلات الأكاديمية عامل تأثيرها في 2016 هو 0.700.